# Ukishima Bin
Ukishima Bin (sinh ngày 4 tháng 9 năm 1967) là một cầu thủ bóng đá người Nhật Bản.

## Sự nghiệp huấn luyện viên
Ukishima Bin đã dẫn dắt Shonan Bellmare.